# 镇远万寿宫
万寿宫原名江西会馆，坐落在中华人民共和国贵州省黔东南苗族侗族自治州镇远县中和山山崖，是青龙洞古建筑群的一部分，1988年中华人民共和国国务院将其列入第三批全国重点文物保护单位。

## 沿革
万寿宫始建于清朝雍正年间（约1735年前后）。自元朝以降，镇远县因水陆交通便利，一时商人云集，移民增多，成了水陆重镇。万寿宫即是江西省的商人出资修建的。
1988年，作为青龙洞古建筑群的一部分，中华人民共和国国务院将其列入第三批全国重点文物保护单位。

## 建筑
万寿宫坐落在中和山山崖，是一连串从南往北延伸的具有江南风格的风火山墙式四合院建筑群，是青龙山古建筑群规模最大的一组。现存的建筑有：大门牌楼、戏楼、厢房、杨泗殿、客堂、许真君殿、客房和文公祠。